# Ahmed El Messaoudi
Ahmed El Messaoudi (Árabe: أَحْمَد الْمَسْعُودِيّ, Bruselas, 3 de agosto de 1995) es un futbolista belga-marroquí que juega de centrocampista en el F. C. Tobol de la Liga Premier de Kazajistán. Es internacional con la selección de fútbol de Marruecos.

## Selección nacional
El Messaoudi fue internacional sub-19 y sub-21 con la selección de fútbol de Bélgica. Sin embargo, el 28 de marzo de 2015, y a la edad de 19 años, debutó con la selección absoluta de Marruecos en un amistoso frente a la selección de fútbol de Uruguay.

## Clubes
| Club                       | País         | Año       |
| -------------------------- | ------------ | --------- |
| Lierse S. K.               | Bélgica      | 2013-2017 |
| Standard de Lieja (cedido) | Bélgica      | 2015      |
| K. V. Mechelen (cedido)    | Bélgica      | 2016-2017 |
| K. V. Mechelen             | Bélgica      | 2017-2019 |
| Fortuna Sittard (cedido)   | Países Bajos | 2018-2019 |
| F. C. Groningen            | Países Bajos | 2019-2021 |
| Gaziantep F. K.            | Turquía      | 2021-2022 |
| F. C. Emmen                | Países Bajos | 2022-2024 |
| F. C. Tobol                | Kazajistán   | 2024-     |

## Palmarés

### Títulos nacionales
| Título                  | Club        | País       | Año  |
| ----------------------- | ----------- | ---------- | ---- |
| Supercopa de Kazajistán | F. C. Tobol | Kazajistán | 2024 |